# Niskie Wrótka
Niskie Wrótka – położona na wysokości 1798 m n.p.m. przełęcz w grani głównej Tatr Zachodnich w grupie trzech Suchych Czub. Znajduje się pomiędzy Pośrednią Suchą Czubą (1844 m) a Wysoką Suchą Czubą (1876 m). Nazwę Niskie Wrótka podają niektóre źródła, Władysław Cywiński w swoim przewodniku nazywa przełęcz Pośrednim Kondrackim Karbem.
Jest to skalisto-trawiasta przełączka mająca dwa siodła oddzielone niewielką nienazwaną turniczką. Niższe z nich jest siodełko zachodnie, położone bliżej Pośredniej Czuby. Spod obydwu tych przełączek na północną stronę, do polskiej Doliny Suchej Kondrackiej opadają zawalone usypiskiem kamiennym bardzo strome żleby o względnej wysokości ok. 95 m. Stoki od południowej, słowackiej strony są łagodniejsze i opadają do Doliny Cichej, ale jej dno położone jest znacznie niżej (względna wysokość ok. 550 m). Ze stoków tych zimą schodzą duże lawiny. Poniżej szlaku turystycznego, od wysokości ok. 1600 m w stokach tych znajduje się jedna z odnóg Wielkiego Żlebu Kondrackiego.
Przez Suche Czuby prowadzi popularny szlak turystyczny. Omija on ich szczyty, trawersując je południowymi stokami, ale dochodzi do samego wcięcia Niskich Wrótek. Na przełączce tej często odpoczywają turyści.

## Szlaki turystyczne
– odcinek czerwonego szlaku z Kasprowego Wierchu granią główną Tatr przez Goryczkową Czubę i Suche Czuby do Przełęczy pod Kopą Kondracką. Czas przejścia: 1:20 h, z powrotem 1:40 h

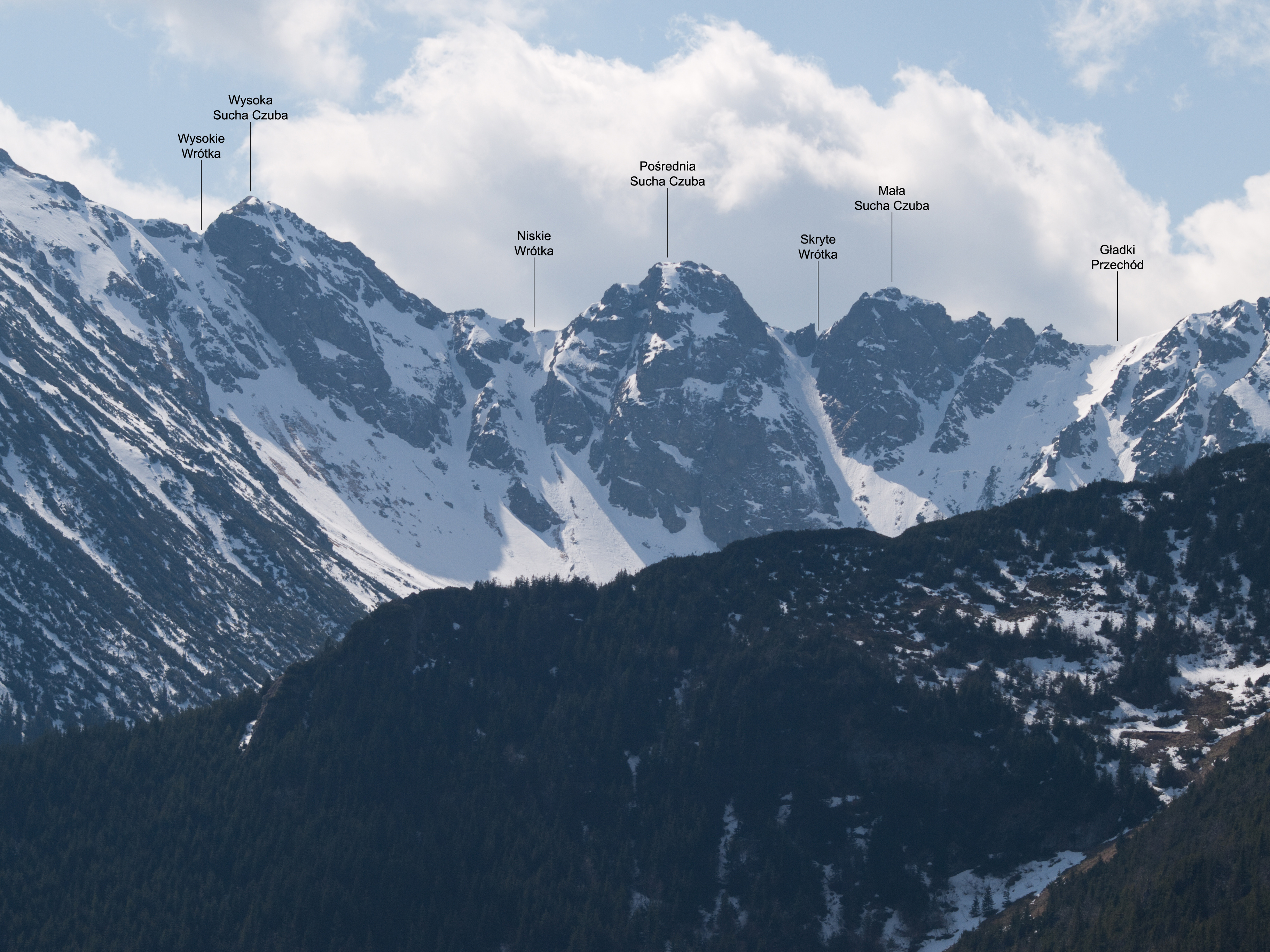
Widok od północnej strony